# Chelsea Grin
I Chelsea Grin sono un gruppo deathcore statunitense proveniente da Salt Lake City, nello Utah. Il loro nome deriva da una metodo di tortura chiamato anche Glasgow smile, somigliante appunto a un sorriso.

## Storia del gruppo
I Chelsea Grin si formano nel marzo del 2007 a Salt Lake City per volere del cantante Alex Koehler e del chitarrista Chris Kilbourn. Prima di chiamarsi Chelsea Grin, sino al 2008 il gruppo si faceva chiamare Ahaziah. Dalla formazione contenente sempre tre chitarristi, dal 2018 Stephen Rutishauser diventa unico chitarrista della band, in contemporanea all'uscita del gruppo del cantante e membro fondatore Alex Koehler, che viene sostituito dall'ex cantante dei Lorna Shore Tom Barber. In seguito a tale cambiamento di formazione, nel gruppo non rimarrà più alcun membro fondatore.

## Stile musicale e influenze
Lo stile musicale dei Chelsea Grin è stato principalmente descritto come deathcore. Il loro secondo album, My Damnation, mostra anche influenze di doom e black metal su alcune canzoni; il loro secondo EP, Evolve, presenta invece linee di chitarra più tecniche grazie all'aggiunta del chitarrista Jason Richardson e ha visto la band iniziare a incorporare elementi sinfonici ed elettronici. I Chelsea Grin hanno citato band metal e metalcore come Suicide Silence, Whitechapel, Bury Your Dead, Emmure, Slayer, Megadeth come loro influenze.

## Formazione

### Formazione attuale
- Tom Barber – voce (2018-presente)
- Stephen Rutishauser – chitarra (2015-presente)
- David Flinn – basso (2009-presente)
- Pablo Viveros – batteria, voce secondaria (2012-presente)

### Ex componenti
- Alex Koehler – voce (2007-2018)
- Jason Richardson – chitarra solista, sintetizzatore, programmazione (2011-2016)
- Austin Marticorena – basso (2007-2008)
- Chris Kilbourn – chitarra ritmica (2007-2009)
- Dan Jones – chitarra ritmica (2009-2017)
- Jake Harmond – chitarra ritmica (2009-2017), basso (2008)
- Andrew Carlston – batteria (2007-2009, 2009-2012)
- Michael Stafford – chitarra solista, voce secondaria (2007-2011)
- Davis Pugh – basso (2008-2009), chitarra ritmica (2009)
- Kory Shilling – batteria (2009)

## Discografia

### Album in studio
- 2010 – Desolation of Eden
- 2011 – My Damnation
- 2014 – Ashes to Ashes
- 2016 – Self Inflicted
- 2018 – Eternal Nightmare
- 2022 – Suffer in Hell
- 2023 – Suffer in Heaven

### EP
- 2007 – Chelsea Grin
- 2012 – Evolve